# Sviluppo prenatale umano

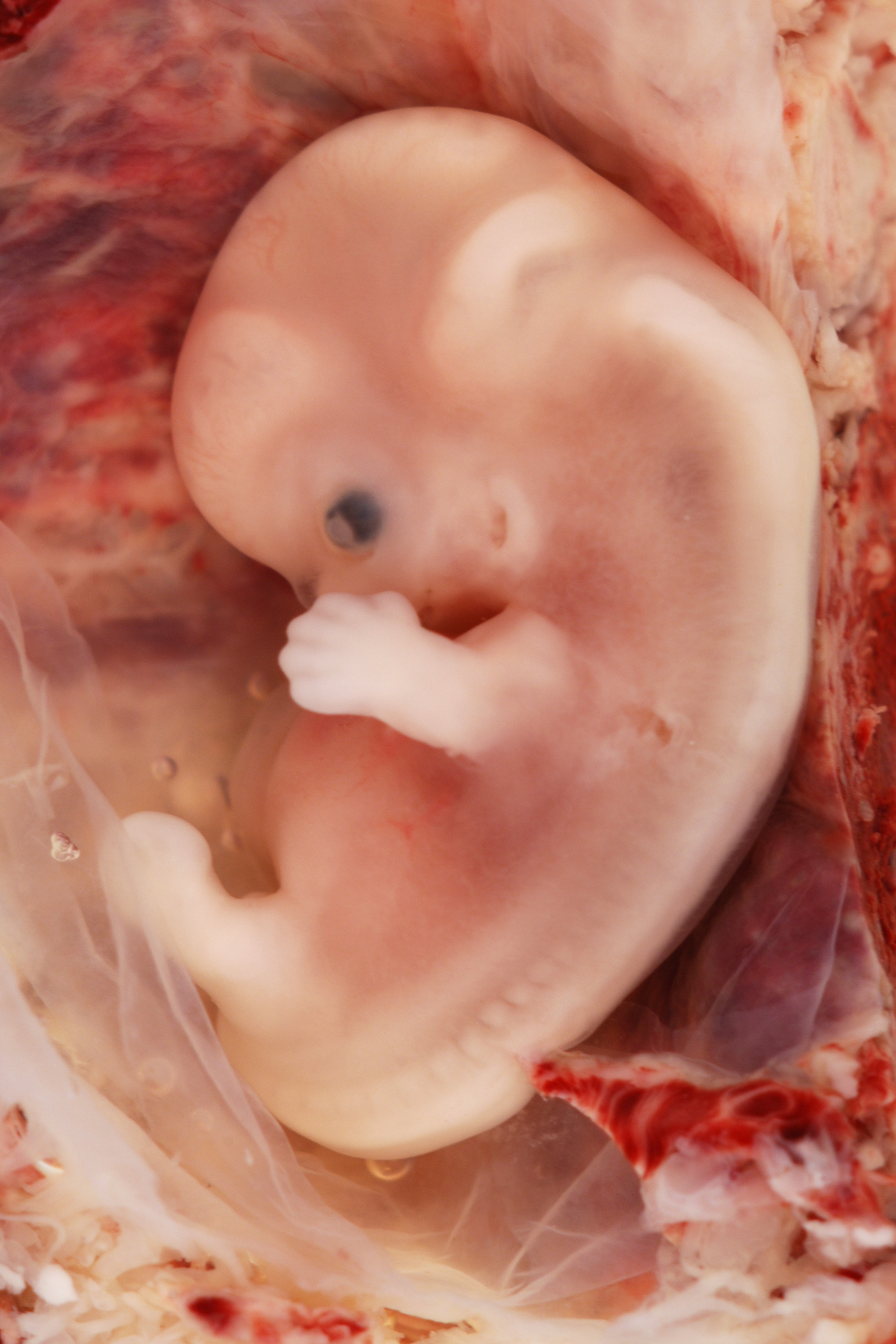
Immagine di un embrione di sette settimane.

Lo sviluppo prenatale umano è il processo biologico durante il quale si ha la gestazione dell'embrione, dalla fecondazione alla nascita. È il complesso dei processi di differenziazione e di accrescimento progressivi dell'organismo.
Ha inizio con l'atto della fecondazione, ovvero il processo attraverso il quale lo spermatozoo penetra l'ovocita per dare origine allo zigote.

## Sviluppo dell'embrione umano

Accrescimento dimensionale durante i mesi di gravidanza (schema dinamico).

Gli ovociti umani maturano nell'ovaia e vengono rilasciati alternativamente dalle due ovaie a intervalli di circa 28 giorni. La fecondazione ha solitamente luogo in un ovidotto. Dopo di essa, lo zigote continua la sua discesa lungo l'ovidotto, dove avvengono le prime divisioni cellulari.
Dopo circa 36 ore dalla fecondazione, lo zigote si divide formando due cellule; dopo 60 ore le due cellule si dividono formandone quattro; dopo tre giorni si passa alla divisione in otto cellule.
In seguito le mitosi si susseguono a ritmo più accelerato. In questa prima fase tutte le cellule sono di uguali dimensioni.
Durante questo periodo l'embrione è autonomo, segue un suo programma genetico e provvede al proprio fabbisogno metabolico; tutto ciò di cui ha bisogno è disponibile nel liquido che lo avvolge e che contiene progesterone.
Dopo circa cinque giorni dalla fecondazione, la blastula è costituita da circa 120 cellule e, al suo interno, si sviluppa un blastocele contenente del liquido; la blastula dei mammiferi è detta blastocisti.

### Prima settimana
Circa tre giorni dopo che l'embrione ha raggiunto l'utero (sei giorni dopo la fecondazione), lo strato di cellule che circonda l'embrione, il trofoblasto, viene a contatto con i tessuti dell'utero e rilascia un ormone: la gonadotropina corionica.
Quest'ormone protegge la gravidanza stimolando il corpo luteo a produrre estrogeni e progesterone, ed evitando così la mestruazione.
Le cellule del trofoblasto si moltiplicano molto in fretta e, prima di entrare nell'endometrio, provocano in esso delle modificazioni chimiche.
Quando l'embrione penetra nei tessuti dell'endometrio, processo detto impianto, viene circondato da vasi sanguigni rotti e dal sangue ricco di sostanze nutritive che esce da questi vasi.
Il trofoblasto si ispessisce e produce delle estroflessioni digitiformi chiamate villi coriali che invadono la superficie interna dell'utero.

L'impianto avviene alla fine della prima settimana, quindi le cellule del trofoblasto invadono l'epitelio e il sottostante stroma dell'endometrio con l'aiuto di enzimi proteolitici. L'impianto può avvenire anche al di fuori dell'utero, nel cavo retto uterino, sul mesentere, nella tuba uterina o sull'ovaio.

### Seconda settimana
All'inizio della seconda settimana di sviluppo, la blastocisti è parzialmente inclusa nello stroma endometriale.
Il trofoblasto si differenzia in uno strato interno (intensamente proliferante) detto citotrofoblasto e uno strato esterno chiamato sinciziotrofoblasto che erode i tessuti materni.
Dal nono giorno nel sincioziotrofoblasto si sviluppano le lacune. Successivamente i sinusoidi materni vengono erosi dal sincioziotrofoblasto, il sangue materno entra nella rete di lacune e dalla fine della seconda settimana inizia una primitiva circolazione utero-placentare.
Nel frattempo, il citotrofoblasto forma colonne di cellule che penetrano all'interno e sono circondate dal sincizio. Queste colonne sono i villi primari.
Dalla fine della seconda settimana, la blastocisti è completamente inclusa nell'endometrio, e il difetto di superficie della mucosa si è cicatrizzato.

### Terza settimana
L'evento più caratteristico che si verifica durante la terza settimana è la gastrulazione, che inizia con la comparsa della linea primitiva, ovvero l'ispessimento dell'epiblasto embrionale situato sulla faccia dorsale e nel piano sagittale del disco embrionale. Con la formazione della linea primitiva, viene resa visibile la divisione del disco embrionale in una parte sinistra e una parte destra. Inoltre, dato che la linea parte dal polo caudale dell'embrione e termina con la sua parte più craniale circa a metà del disco embrionale, si comprende anche quale sia la parte caudale e quale quella craniale dell'embrione. La linea primitiva, nella sua parte più craniale, termina con una zona approfondata, detta fossetta primitiva, in corrispondenza della quale esiste una parte che guarda verso l'amnios, ad attiva proliferazione, chiamata nodo primitivo.
Nella regione del nodo e della linea, le cellule epiblastiche si invaginano per formare nuovi strati cellulari: l'endoderma (che sostituisce le cellule dell'ipoderma) e il mesoderma, nuovo foglietto che si forma tra ectoderma ed endoderma. La proliferazione delle cellule dell'epiblasto attraverso la fossetta primitiva che forma endoderma e mesoderma, avviene contestualmente ad una differenziazione delle stesse cellule del mesoderma. Infatti ci sono alcune cellule del mesoderma che rimangono nei dintorni dell'asse sagittale mediano (linea primitiva), e altre che invece si distribuiscono ai lati, occupando tutto lo spazio possibile; il primo gruppo di cellule si chiama mesoderma assile, l'altro si chiama foglietto mesodermico, che entra in comunicazione con il mesoderma extraembrionale formato precedentemente.
L'epiblasto, quindi, dà origine a tutti e tre i foglietti germinativi dell'embrione. Le cellule del foglietto germinativo mesodermico intraembrionale migrano fra gli altri due foglietti germinativi fino a entrare in contatto con il mesoderma extraembrionale che ricopre il sacco vitellino e l'amnios.
Nella successiva fase di sviluppo, il processo notocordale (derivato da una proliferazione delle cellule epiblastiche attraverso la fossetta primitiva) diventa placca notocordale, legandosi temporaneamente ad alcune cellule dell'endoderma. Quando la placca notocordale si richiude su se stessa, ha legato a sé alcune cellule endodermiche, e si costituisce un cordone cellulare solido, non più cavo, la notocorda, che forma un asse mediano che servirà da base allo scheletro assiale.
Le cellule dell'epiblasto, che si spostano attraverso il nodo e il solco, sono predeterminate dalla loro posizione a diventare tipi specifici di mesoderma ed endoderma.
Un altro evento importante della terza settimana è la formazione dei somiti, le strutture che si differenzieranno nelle vertebre, e che costituiscono quindi la base su cui si sviluppa il resto dell'organismo, nell'uomo come in tutti i vertebrati. I somiti si formano da una parte di foglietto mesodermico che costituirà, oltre alle vertebre, anche le ossa del cranio e la coda, che nell'uomo viene riassorbita successivamente.
Dalla fine della terza settimana tre strati germinativi fondamentali, formati da ectoderma (il più esterno dei foglietti embrionali, dal quale prendono origine l'epidermide e i suoi derivati, il sistema nervoso, gli organi di senso e le varie mucose), mesoderma ed endoderma, sono stabiliti nella regione della testa e il processo continua per produrre questi strati germinativi per le aree più caudali dell'embrione. La differenziazione dei tessuti e degli organi è iniziata e procede in direzione cefalocaudale, mentre continua la gastrulazione.
Un importante evento della terza settimana è la neurulazione, cioè la formazione del sistema nervoso centrale.
Nel frattempo, il trofoblasto si è evoluto rapidamente. I villi primari presentano un core mesenchimale nel quale si sviluppano piccoli capillari. Quando i capillari dei villi entrano in contatto con i capillari della placca corionica e del peduncolo di connessione, il sistema villoso è pronto a fornire all'embrione nutrimento e ossigeno.

### Dalla terza all'ottava settimana
Il periodo embrionale si estende dalla terza all'ottava settimana di sviluppo ed è il periodo durante il quale ciascuno dei tre foglietti germinativi dà origine ai tessuti e agli organi che da esso derivano.
Come conseguenza della formazione degli organi, si realizzano le principali caratteristiche del corpo.
Il foglietto germinale ectodermico dà origine a quegli organi e a quelle strutture che rimangono in contatto con il mondo esterno: il sistema nervoso centrale; il sistema nervoso periferico; l'epitelio sensoriale dell'orecchio, del naso e dell'occhio; la cute (inclusi i peli e le unghie); la ghiandola ipofisi; le mammelle; le ghiandole sudoripare e lo smalto dei denti.
Il foglietto germinativo mesodermico presenta tre componenti: il mesoderma parassiale, intermedio e laterale.
Il mesoderma parassiale forma i somitomeri che danno origine al mesenchima del capo.
I somiti danno origine ai miotomi (tessuto muscolare), agli sclerotomi (cartilagine e osso) e ai dermatomi (tessuto sottocutaneo), che fanno tutti parte dei tessuti del sostegno del corpo.
Il mesoderma dà origine anche al sistema vascolare, cioè al cuore, alle arterie, alle vene, ai vasi linfatici e a tutte le cellule ematiche e linfatiche. Inoltre dà origine al sistema urogenitale: reni, gonadi, e dotti collegati (esclusa la vescica).
Il foglietto germinale endodermico fornisce il rivestimento epiteliale del tratto gastrointestinale, respiratorio e della vescica urinaria. Forma anche i rivestimenti epiteliali della cavità timpanica e della tuba uditiva.
In conseguenza della formazione degli organi e del rapido accrescimento del sistema nervoso centrale, il disco embrionale, inizialmente piatto, inizia a incurvarsi in una direzione cefalocaudale, formando così le pieghe cefalica e caudale.
Il disco si piega anche in direzione trasversale (pieghe laterali) realizzando in tal modo la forma cilindrica del corpo.
La connessione con il sacco vitellino e con la placenta viene mantenuta rispettivamente attraverso il dotto vitellino e il cordone ombelicale.

## Sviluppo del feto umano
Il periodo che va dal terzo mese alla fine della vita intrauterina è definito periodo fetale. Esso è caratterizzato dalla maturazione dei tessuti e degli organi e dalla rapida crescita corporea.
Sono poche le malformazioni che hanno origine in questo periodo, che è il momento favorevole durante il quale le tecniche di screening prenatale evidenziano i difetti congeniti.
La lunghezza del feto è abitualmente indicata come lunghezza vertice-podice (CRL) (altezza in posizione seduta) o come lunghezza vertice-calcagno (CHL), misura dal vertice del cranio al calcagno (altezza in posizione eretta).
Queste misure, espresse in centimetri, vengono quindi correlate con l'età del feto espressa in settimane o in mesi.
La crescita in lunghezza è particolarmente accentuata durante il terzo, quarto e quinto mese, mentre l'aumento di peso è maggiormente marcato durante gli ultimi due mesi di gestazione.
In generale la durata della gravidanza viene considerata di 280 giorni o di 40 settimane dall'inizio dell'ultima mestruazione normale o, più accuratamente, 266 giorni o 38 settimane dalla fecondazione.

### Apparato scheletrico
L'apparato scheletrico si sviluppa dal mesoderma parassiale, da quello della piastra laterale e dalla cresta neurale.
Il mesoderma parassiale si organizza in una serie segmentata di blocchi di tessuto chiamati somitomeri nella regione della testa e somiti a partire dalla regione occipitale.
I somiti si differenziano in una porzione ventromediale (lo sclerotomo) e in una dorsolaterale (il dermomiotomo).
Alla fine della 4ª settimana, le cellule dello sclerotomo diventano polimorfe e formano un tessuto intrecciato che prende il nome di mesenchima o tessuto connettivo embrionale.
Le cellule mesenchimali hanno la caratteristica di migrare e di differenziarsi secondo varie linee.
Possono per esempio dare origine a fibroblasti, condroblasti o osteoblasti (cellule che formano il tessuto osseo).
La capacità del mesenchima di formare tessuto osseo non è limitata alle cellule dello sclerotomo ma si riscontra anche nello strato di mesoderma somatico della parete corporea, dal quale derivano le cellule mesenchimali che partecipano alla costituzione della pelvi, della cintura scapolare e delle ossa lunghe degli arti.
Si è anche visto che le cellule della cresta neurale della regione del capo si differenziano in cellule mesenchimali e partecipano alla formazione dello scheletro di splancno e neurocranio.
Anche i somiti occipitali e i somitomeri contribuiscono alla formazione della volta e della base cranica.
In alcune ossa, come le ossa piatte del cranio, il mesenchima si differenzia direttamente in tessuto osseo e questo processo viene detto ossificazione membranosa.
Nella maggior parte delle ossa, però, le cellule mesenchimali danno dapprima luogo a modelli di cartilagine ialina, che successivamente vengono trasformati in tessuto osseo attraverso il processo di ossificazione endocondrale.

#### Cranio
Il cranio può essere suddiviso in due parti: il neurocranio che forma un involucro protettivo attorno all'encefalo e lo splancnocranio che costituisce lo scheletro della faccia.
Alla nascita, le ossa piatte del cranio sono separate tra di loro da sottili setti di connettivo, detti suture, originati dalla cresta neurale. Nei punti dove si incontrano più di due ossa, le suture sono ampie e formano le fontanelle.
La più prominente di esse è la fontanella anteriore, situata nel punto di unione delle ossa parietali con le due frontali.
Le suture e le fontanelle consentono alle ossa del cranio di sovrapporsi l'una all'altra durante il parto (con un processo detto di rimodellamento).
Subito dopo la nascita le ossa membranose riprendono la loro posizione originaria conferendo al cranio l'aspetto rotondeggiante.
Dopo la nascita, alcune suture e fontanelle si mantengono per lungo tempo membranose, mentre l'accrescimento delle ossa della volta continua, dovuto principalmente all'accrescimento dell'encefalo.
Benché verso i 5-7 anni di età il bambino abbia raggiunto quasi il massimo della sua capacità cranica, alcune suture rimangono aperte fino all'età adulta.

#### Arti
L'apparato scheletrico si sviluppa dal mesenchima che proviene dal foglietto germinativo mesodermico e dalla cresta neurale. Alcune ossa, come le ossa piatte del cranio, originano per ossificazione membranosa, con la trasformazione diretta delle cellule mesenchimali in osteoblasti.
Nella maggior parte delle ossa, per esempio in quelle lunghe degli arti, il mesenchima si condensa e forma gli abbozzi di cartilagine ialina delle ossa.
Successivamente, in questi abbozzi cartilaginei compaiono dei centri di ossificazione e l'osso gradatamente si ossifica per ossificazione endocondrale.
Il cranio è formato dal neurocranio e dallo splancnocranio (comprende le ossa della faccia). Il neurocranio comprende una porzione di origine membranosa che forma la volta e una porzione cartilaginea che ne costituisce la base. Lo scheletro della faccia deriva dalle cellule della cresta neurale. Il mesoderma parassiale forma il resto del cranio.
Gli arti si formano da abbozzi lungo la parete del corpo che compaiono nella quarta settimana. Il mesoderma della placca laterale forma le ossa e il tessuto connettivo, mentre le cellule muscolari migrano verso gli arti dai somiti.
La colonna vertebrale e le coste si sviluppano dagli sclerotomi che fanno parte dei somiti e lo sterno è derivato dal mesoderma della parete ventrale del corpo. Le vertebra definitiva si forma per la condensazione della metà caudale di uno sclerotomo e la sua successiva fusione con la metà craniale dello sclerotomo sottostante.
Nell'apparato scheletrico si possono presentare molti tipi di malformazioni (ad esempio amelia unilaterale), sia alla colonna vertebrale, sia al cranio, sia alla faccia. Le più gravi malformazioni agli arti sono rare, ma le anomalie del radio e delle dita sono spesso associate ad altre malformazioni.

### Apparato muscolare
L'apparato muscolare si sviluppa dal foglietto germinativo mesodermico (fatta eccezione per i muscoli dell'iride, che si formano dall'ectoderma del calice ottico) ed è costituito dalla muscolatura scheletrica liscia e da quella cardiaca.
I muscoli scheletrici derivano dal mesoderma parassiale, che forma i somiti, i quali si estendono dalla regione occipitale a quella sacrale, e i somitomeri nella regione della testa.
La muscolatura liscia si differenzia dal mesoderma splancnico che avvolge l'intestino e i suoi derivati, mentre la muscolatura cardiaca proviene dal mesoderma splancnico che circonda il tubo cardiaco.

#### Muscolatura della testa
Tutti i muscoli volontari della regione della testa derivano dal mesoderma parassiale (somitomeri e somiti), compresi i muscoli della lingua, quelli oculari (eccetto quelli per l'iride, derivati dall'ectoderma del calice ottico) e quelli associati agli archi faringei (viscerali).
La morfogenesi dei muscoli della testa viene controllata dagli elementi del tessuto connettivo derivati dalle cellule della cresta neurale.

#### Muscolatura degli arti
L'inizio della costituzione della muscolatura degli arti si osserva nella 7ª settimana, sotto forma di un addensamento mesenchimale presso la base degli abbozzi degli arti stessi. Con l'allungamento degli abbozzi degli arti, il tessuto muscolare si separa nelle componenti flessoria ed estensoria. Inizialmente i muscoli degli arti presentano una disposizione segmentale; in seguito, tuttavia, essi si fondono e vengono così costituiti da tessuto muscolare proveniente da diversi segmenti.
Gli abbozzi degli arti superiori sono situati a livello dei cinque segmenti cervicali inferiori e dei due toracici superiori, mentre gli abbozzi degli arti inferiori sono situati in corrispondenza dei quattro segmenti lombari inferiori e dei due sacrali superiori. Non appena gli abbozzi si sono formati, i nervi spinali corrispondenti penetrano nel mesenchima, dapprima con isolati ramuscoli dorsali e ventrali che in breve si uniscono a costituire grossi tronchi nervosi ventrali e dorsali.
Subito dopo che i nervi sono penetrati negli abbozzi degli arti, essi stabiliscono un intimo contatto con gli addensamenti mesodermici che si stanno differenziando e questo precoce contatto con il nervo e le cellule muscolari costituisce il presupposto per il completo differenziamento funzionale di queste ultime.

#### Muscolatura cardiaca
La muscolatura cardiaca nell'embrione si sviluppa dal mesoderma splancnico che avvolge l'endotelio del tubo cardiaco. I mioblasti aderiscono l'uno all'altro per mezzo di speciali giunzioni che successivamente diventeranno i dischi intercalari.
Si sviluppano le miofibrille come nella muscolatura scheletrica, ma i mioblasti non vanno incontro a fusione. In una fase più avanzata dello sviluppo si rendono visibili alcuni speciali fasci di cellule muscolari con le miofibrille irregolarmente distribuite. Questi fasci costituiscono le fibre di Purkinje e formano il sistema di conduzione del cuore.

### Cavità corporee
Alla fine della terza settimana compaiono delle fessure intercellulari nel mesoderma da ciascun lato della linea mediana. Quando questi spazi si fondono si costituisce la cavità corporea, che è delimitata da un foglietto di mesoderma somatico e uno di mesoderma splancnico.
Il mesoderma somatico costituirà lo strato parietale delle membrane sierose che rivestono la superficie esterna delle cavità peritoneale, pleuriche e pericardica.
Il mesoderma splancnico formerà lo strato viscerale delle membrane che rivestiranno i polmoni, il cuore e gli organi addominali.
Questi strati si continuano l'un l'altro nel punto in cui questi organi sporgono dalle loro cavità.
Nella cavità addominale le membrane sierose sono indicate con il nome di peritoneo.
Il diaframma  divide il celoma nella cavità toracica e peritoneale. Frequentemente si riscontra la presenza di ernie congenite diaframmatiche dovute all'assenza parziale o totale della membrana pleuroperitoneale sinistra.
La cavità toracica viene suddivisa dalle membrane pleuropericardiche in cavità pericardica e nelle due cavità pleuriche per i polmoni.
Un doppio foglietto peritoneale forma i mesenteri che sospendono il canale intestinale e conducono i vasi sanguigni, i nervi e i vasi linfatici agli organi.

### Sistema cardiovascolare
Il sistema vascolare dell'embrione umano compare a metà della terza settimana, quando l'embrione non è più in grado di far fronte alle sue necessità nutrizionali solo mediante diffusione.
L'intero sistema cardiovascolare (cuore, vasi sanguigni e cellule del sangue) origina dal foglietto germinale mesodermico.
Sebbene inizialmente appaiati, dal 22º giorno di sviluppo i due tubi formano un unico tubo leggermente arcuato costituito da un tubo endocardico interno e da un mantello miocardico che lo circonda. Dalla quarta alla settima settimana, il cuore inizia a dividersi nella tipica struttura a quattro camere.
Le cellule cardiache progenitrici si trovano nell'epiblasto. Le cellule destinate a formare i segmenti craniali del cuore, il tratto di efflusso, migrano per prime e le cellule che formeranno le porzioni più caudali, rispettivamente il ventricolo destro, il ventricolo sinistro e il seno venoso, migrano in ordine sequenziale.
La formazione di un setto nel cuore è, in parte, dovuta allo sviluppo di cuscinetti endocardici nel canale atrioventricolare e nella regione conotruncale. A causa della posizione chiave del tessuto del cuscinetto, molte malformazioni cardiache sono collegate a un'anomala morfogenesi dei cuscinetti.

### Apparato respiratorio
Quando l'embrione ha raggiunto l'età di quattro settimane, il diverticolo respiratorio (abbozzo polmonare) compare come un'evaginazione della parete ventrale dell'intestino anteriore. Per questo motivo l'epitelio che riveste internamente la laringe, la trachea e i bronchi e anche quello dei polmoni è completamente di origine endodermica. Le componenti cartilaginee e muscolari della trachea e dei polmoni, tuttavia, derivano dal mesoderma splancnico che circonda l'intestino anteriore.
Inizialmente l'abbozzo polmonare è in ampia comunicazione con l'intestino anteriore. Quando però il diverticolo respiratorio si espande in direzione caudale, incomincia a separarsi dall'intestino anteriore, per lo sviluppo di due creste longitudinali, le creste esofagotracheali. In seguito, quando le creste si fondono per formare un setto (setto esofagotracheale), l'intestino anteriore viene diviso in una porzione dorsale, ovvero l'esofago, e in una tracheale, ovvero la trachea e gli abbozzi polmonari. L'abbozzo respiratorio, comunque, mantiene la sua comunicazione con la faringe attraverso l'orifizio laringeo. L'abbozzo polmonare si espande nei due bronchi principali: dal destro si formeranno tre bronchi secondari tre lobi polmonari, mentre dal sinistro due bronchi secondari e due lobi.
Prima della nascita i polmoni sono pieni di un liquido contenente piccole quantità di proteine. All'inizio della respirazione polmonare il fluido viene riassorbito. L'accrescimento polmonare dopo la nascita è principalmente dovuto a un aumento del numero dei bronchioli respiratori e degli alveoli e non a un aumento di dimensioni degli alveoli stessi. Nei primi dieci anni di vita postnatale si ha la formazione di nuovi alveoli.

### Apparato digerente
L'epitelio dell'apparato digerente  è di origine endodermica: le componenti stromale, muscolare e peritoneale sono di origine mesodermica. La differenziazione dell'intestino e dei suoi derivati dipende dalle reciproche interazioni fra l'endoderma intestinale (epitelio) e il mesoderma che lo circonda.
L'apparato si estende dalla membrana buccofaringea alla membrana cloacale e si divide in intestino faringeo, anteriore, medio e posteriore.
L'intestino faringeo dà origine alla faringe e alle relative ghiandole. L'intestino anteriore dà origine all'esofago, alla trachea, all'abbozzo polmonare e allo stomaco. In aggiunta, il fegato, il pancreas e il sistema biliare si sviluppano da un'estroflessione dell'epitelio endodermico della porzione superiore del duodeno. Dato che la porzione superiore dell'intestino anteriore viene divisa in un setto in esofago posteriore e trachea con abbozzo polmonare anteriore, la deviazione di questo setto può produrre comunicazioni anomale tra la trachea e l'esofago. I cordoni epiteliali epatici e il sistema biliare si accrescono all'interno del setto trasverso.
Il pancreas si sviluppa da un abbozzo ventrale e da uno dorsale che in seguito si fondono per costituire il pancreas definitivo. A volte le due porzioni circondano il duodeno causando costrizione dell'intestino.
L'intestino medio forma l'ansa intestinale primitiva, che darà origine alla porzione del duodeno posta distalmente allo sbocco del coledoco. Al suo apice l'ansa primitiva rimane temporaneamente in comunicazione con il sacco vitellino attraverso il dotto vitellino. Nel corso della 6ª settimana l'ansa si accresce così rapidamente da protudere nel cordone ombelicale. Durante la 10ª settimana essa rientra nella cavità addominale e mentre avviene l'intero processo, l'intestino medio ruota di 270° in senso antiorario.
L'intestino posteriore dà origine al tratto che si estende dal terzo distale del colon trasverso alla porzione superiore del canale anale. L'intestino posteriore penetra nella regione posteriore della cloaca. La rottura della membrana cloacale che copre quest'area, fornisce la comunicazione con l'esterno per l'ano e il seno urogenitale.

### Apparato urogenitale
Dal punto di vista funzionale il sistema urogenitale può essere diviso in due unità completamente differenti: l'apparato urinario e quello genitale, che sono però embriologicamente e anatomicamente interconnessi. Entrambi si sviluppano da una cresta mesodermica comune posta lungo la parete posteriore della cavità addominale. All'inizio i condotti escretori di entrambi gli apparati terminano in una cavità comune, la cloaca.
L'apparato urinario si sviluppa da tre successivi sistemi:
1. il pronefro si forma nella regione cervicale ed è vestigiale;
2. il mesonefro si forma nelle regioni toracica e lombare; è ampio e caratterizzato da unità escretrici e dal loro condotto collettore, il dotto di Wolf;
3. Il metanefro o rene permanente ha una doppia origine. Esso forma i suoi tubuli escretori o nefroni nello stesso modo degli altri sistemi, ma i due dotti collettori originano dalla gemma ureterica, un'evaginazione del dotto mesonefrico. Questo abbozzo darà origine all'uretere, alla pelvi renale, ai calici e all'intero sistema dei dotti collettori.[4]

### Apparato tegumentario
La cute deriva da due tessuti embrionali diversi ed è costituita da uno strato superficiale, l'epidermide, che si sviluppa dall'ectoderma e uno strato profondo, il derma, che si sviluppa dal mesenchima sottostante.

Inizialmente l'embrione è coperto da un singolo strato di cellule ectodermiche. All'inizio del secondo mese, questo epitelio si divide e viene depositato sulla superficie uno strato di cellule appiattite. Con un'ulteriore proliferazione cellulare nello strato basale, si costituisce una terza zona intermedia.
Infine, alla fine del 4º mese, l'epidermide acquista la sua definitiva disposizione e si possono distinguere quattro strati:
1. Lo strato basale: è il responsabile della produzione di nuove cellule;
2. Uno spesso strato spinoso costituito da grandi cellule poliedriche contenenti sottili tonofibrille;
3. Lo strato granulare le cui cellule contengono piccoli granuli di cheratoialina;
4. Lo strato corneo, che forma grosse squame sulla superficie dell'epidermide, costituito da cellule morte strettamente impaccate e cariche di cheratina.

Nella seconda parte della vita intrauterina vengono abitualmente eliminate cellule del periderma che possono essere rinvenute nel liquido amniotico.
Durante i primi tre mesi di sviluppo, l'epidermide viene invasa da cellule originate dalla cresta neutrale. Queste cellule sintetizzano un pigmento, la melanina, che può essere trasferito ad altre cellule dell'epidermide.
Il derma è derivato dal mesoderma della placca laterale e dai dermatomeri dei somiti. Nel corso del 3º e 4º mese questo tessuto forma parecchie strutture papillari irregolari, le papille dermiche, che si proiettano verso l'alto nell'epidermide.
Le papille contengono solitamente un piccolo capillare o un corpuscolo sensoriale. Lo strato più profondo del derma contiene grandi quantità di tessuto adiposo.
Alla nascita, la cute è coperta da uno strato biancastro, la vernice caseosa, costituita da secrezioni delle ghiandole sebacee, da cellule epidermiche degenerate e peli. Essa protegge la cute dall'azione macerante del liquido amniotico.
I peli si sviluppano dalla proliferazione di cellule epidermiche nel derma. A circa 20 settimane, il feto si ricopre di una fitta peluria, la lanugine o lanugo, che perde al momento della nascita.
Le ghiandole sebacee, sudoripare e mammarie si sviluppano tutte da proliferazioni epidermiche.

### Sistema nervoso centrale
Il sistema nervoso centrale compare all'inizio della terza settimana come ispessimento ectodermico e viene definito placca neurale. Essa è localizzata nella regione dorsale mediana al davanti della fossetta primitiva. I suoi margini laterali presto si sollevano per formare le pieghe neurali.
Con l'ulteriore sviluppo, le pieghe neurali si sollevano di più e i loro margini si avvicinano lungo la linea mediana e da ultimo si fondono, dando così origine al tubo neurale.
La fusione inizia nella regione cervicale e procede in direzione cefalica e caudale. Alle estremità craniale e caudale dell'embrione, comunque, la fusione è ritardata e i neuropori craniale e caudale, transitoriamente, costituiscono comunicazioni libere tra il lume del tubo neurale e la cavità amniotica.
La chiusura del neuroporo procede dalla iniziale sede di chiusura nella regione cervicale, come anche da una sede di chiusura successiva nell'encefalo anteriore. La chiusura definitiva del neuroporo caudale si verifica circa due giorni più tardi.
L'estremità cefalica del tubo neurale presenta tre dilatazioni: 
1. il prosencefalo o encefalo anteriore;
2. il mesencefalo o encefalo medio;
3. il romboencefalo o encefalo posteriore.

Contemporaneamente, il tubo neurale forma due fessure:
1. la fessura cervicale che si trova alla giunzione dell'encefalo posteriore con il midollo spinale;
2. la fessura cefalica localizzata nella regione del mesencefalo.

Quando l'embrione ha raggiunto le 5 settimane, il prosencefalo risulta formato da due parti:
1. il telencefalo, che è formato da una porzione mediana e da due estroflessioni laterali, ovvero gli emisferi cerebrali primitivi;
2. il diencefalo, che è caratterizzato dall'evaginazione delle vescicole ottiche.

Il mesencefalo è separato dal rombencefalo da un profondo solco: l'istmo del rombencefalo.
A sua volta, il romboencefalo è formato da due parti:
1. il metencefalo, che darà origine al ponte e al cervelletto;
2. il mielencefalo.

Il confine tra queste due porzioni è segnato da una fessura nota come fessura pontina.
La cavità del midollo spinale (canale centrale) comunica con quella delle vescicole encefaliche.
La cavità del rombencefalo è nota come quarto ventricolo; quella del diencefalo come terzo ventricolo e quelle degli emisferi cerebrali come ventricoli laterali.
Il 3° e il 4° ventricolo sono collegati tra di loro attraverso il canale del mesencefalo.
Questo canale si restringe notevolmente ed è noto con il nome di acquedotto di Silvio.
I ventricoli laterali comunicano con il 3° ventricolo attraverso i forami interventricolari di Monro.